# Michael von Griechenland

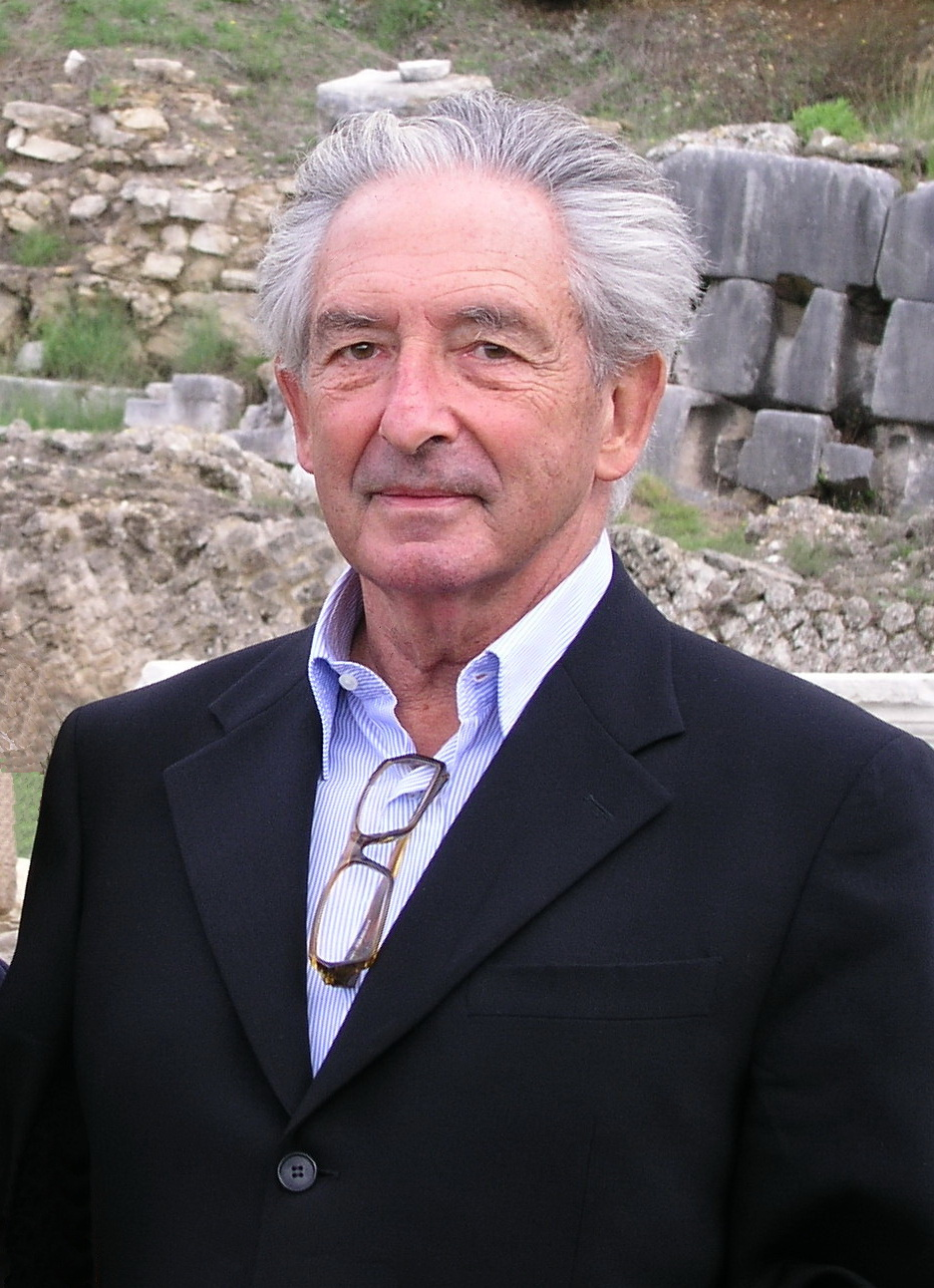
Michael von Griechenland (2008)

Michael von Griechenland (griechisch Μιχαήλ της Ελλάδας Michaḯl tis Elládas; * 7. Januar 1939 in Rom, Königreich Italien; † 28. Juli 2024 in Athen) war das einzige Kind des griechischen Prinzen Christoph von Griechenland (1888–1940) und dessen zweiter Frau, der Französin Françoise Isabelle Louise Marie von Orléans (1902–1953).

## Leben
Michael von Griechenland und Dänemark wurde am 7. Januar 1939 in Rom geboren. Er ist väterlicherseits Enkelsohn des griechischen Königs Georg I. und der Königin Olga Konstantinowna Romanowa. Er entstammte damit dem deutschen Haus Schleswig-Holstein-Sonderburg-Glücksburg, das zwischen 1863 und 1974 (mit republikanischen Unterbrechungen) die griechischen Könige stellte. Zum Zeitpunkt seiner Geburt regierte Michaels fast 50 Jahre älterer Cousin ersten Grades Georg II. als König von Griechenland. Ein weiterer Cousin war der gebürtige griechische Prinz und spätere britische Prinzgemahl Philip, Duke of Edinburgh.
Michaels Vater Christoph von Griechenland starb bereits ein Jahr nach der Geburt seines Sohnes. Dieser wuchs in Spanien und Frankreich auf, ehe er in Paris Wirtschaftswissenschaften studierte. Anschließend leistete er seinen Wehrdienst in Griechenland ab und schied mit dem Rang eines dritten Leutnants aus dem Dienst aus.
Am 17. Juli 1965 heiratete Michael die griechische Künstlerin Marina Karella, die Tochter der bürgerlichen Eheleute Theodore Karellas und Elly Chalikiopoulou. Aufgrund dieser morganatischen Ehe verzichtete Michael von Griechenland gegenüber König Konstantin II. für sich und seine künftigen Nachkommen auf die griechische Thronfolge. Zusammen haben die Eheleute zwei Töchter:
- Alexandra von Griechenland (* 1968) heiratete einen Bürgerlichen[2][3]
- Olga von Griechenland (* 1971) ⚭ Aimone von Savoyen-Aosta, Sohn von Amadeus von Savoyen[4]

Michael lebte in Paris. Sein Wissen über die königlichen Familien Europas half ihm bei seinen Büchern über dieses Thema. Er schrieb unter anderem Biographien über Verwandte oder über Kronjuwelen. Er verfasste auch Romane.

## Publikationen (Auswahl)
In deutscher Sprache erschienen:
- Michael von Griechenland (Autor), Ilka Schlang (Übersetzung): Aimée, die Herrscherin des Harems. Heyne, München 1987, ISBN 3-453-02407-9.
- Michael von Griechenland (Autor), Andrej Maylunas (Zusammenstellung), Wolfgang Rhiel (Übersetzung): Nikolaus und Alexandra. Die letzte Zarenfamilie – ganz privat. Droemer Knaur, München 1992, ISBN 3-426-19297-7
- Michael von Griechenland (Autor), Francesco Venturi (Fotos), Gerda Kurz und Siglinde Summerer (Übersetzung): Die Zarenpaläste Russlands. Droemer Knaur, München 1994, ISBN 3-426-26744-6
- Michael von Griechenland (Autor), Karl Schieck und Martine Gernay (Übersetzung): Bouboulina – Heldin von Hellas. Roman. Droemer Knaur, München 1996, ISBN 3-426-63061-3.

In englischer Sprache
- The Empress of Farewells: The Story of Charlotte, Empress of Mexico.
- The White Night of St. Petersburg.
- Crown Jewels of Britain and Europe.
- Royal House of Greece.